# Jysk
Jysk (pronunție: [ˈjysɡ̊]) este o companie din Danemarca de distribuție de mobilă, articole pentru casă și saltele. Numele înseamnă „iutlandez, din Iutlanda”. În total, compania are 2.937 de magazine în 50 de țări și peste 22.000 de angajați. Cifra de afaceri în exercițiul financiar 19/20 a fost de 4,1 miliarde de euro. Compania este deținută de Lars Larsen Group. Logo-ul afișează o gâscă, simbol istoric al mărcii.

## Istoria
La 2 aprilie 1979, primul Jysk Sengetøjslager din lume a fost deschis la Aarhus, Danemarca, unde funcționează și astăzi.
În 1984, Jysk Sengetøjslager a deschis primul magazin în afara țării - Dänisches Bettenlager în Germania; iar franciza Jysk și-a deschis și primul magazin în Groenlanda. În 1986, Jysk Franchise a deschis primul magazin în Insulele Feroe. În 1987, Jysk s-a extins în Islanda și a deschis un magazin în Kópavogur. În 1995, Jysk și-a deschis primul magazin în Finlanda. În 1996 Jysk și-a deschis primul magazin în Canada, în orașul Coquitlam, Columbia Britanică. În 1998, compania a sărbătorit deschiderea magazinului numărul 500. În următorii ani Jysk s-a răspândit în toată Europa și în multe părți din Asia. Primul magazin Jysk deschis în România a fost inaugurat în 2007.